# Elvira Herzog
Pour les articles homonymes, voir Herzog.
Elvira Herzog, née le 5 mars 2000 à Zurich, est une footballeuse internationale suisse. Elle évolue au poste de gardienne au RB Leipzig.

## Biographie
Elvira Johanna Herzog naît le 5 mars 2000 à Zurich.
Elle fait également de la photographie sportive.

## Carrière

### En club
Elvira Herzog est formée au FC Unterstrass et au FC Zurich. Elle débute à 9 ans au FC Unterstrass puis en tant que gardienne à l'âge de 11 ans.
Elle est blessée à la tête lors de la demi-finale de la coupe d'Allemagne en avril 2023.

### En sélection
Elvira Herzog fait ses débuts en équipe nationale A lors d'un match amical face à la Serbie en juin 2019.
Après la retraite de Gaëlle Thalmann, à l'issue de la coupe du monde 2023, elle se partage le poste en équipe nationale avec Livia Peng jusqu'à l'Euro 2025,. Devenue la titulaire de l'équipe à l'automne 2024, son statut est remis en question juste avant l'Euro,. Finalement, elle est la remplaçante de Peng.

## Palmarès
FC Zurich
- Championnat de Suisse (2) :
  - Championne en 2018 et 2019
- Coupe de Suisse (2) :
  - Vainqueure en 2018 et 2019